# Élections sénatoriales de 2014 dans le Doubs
Les élections sénatoriales de 2014 dans le Doubs ont lieu le dimanche 28 septembre 2014. Elles ont pour but d'élire les trois sénateurs représentant le département au Sénat pour un mandat de six ans.

## Contexte départemental
Lors des élections sénatoriales du 21 septembre 2008  dans le Doubs, trois sénateurs ont été élus au scrutin majoritaire : Claude Jeannerot, Martial Bourquin pour le PS et Jean-François Humbert, pour l'UMP. De ces trois sénateurs, seul Martial Bourquin est à nouveau candidat en 2014. 
Depuis, le collège électoral, constitué des grands électeurs que sont les sénateurs sortants, les députés, les conseillers régionaux, les conseillers généraux et les délégués des conseils municipaux, a été renouvelé en quasi-totalité par les élections législatives de 2012  à l'issue desquelles la gauche a gagné deux sièges et détient trois des cinq circonscriptions du département, les élections régionales de 2010 qui ont conforté la majorité de gauche au conseil régional de Franche-Comté, les élections cantonales de 2011 qui ont renforcé la majorité de gauche au conseil général, et surtout les élections municipales de 2014 qui ont été marquées par un net repli de la gauche qui, pour ce qui est des communes de plus de 2 000 habitants, perd Montbéliard, Valentigney, Bethoncourt, Mandeure, Maîche, Hérimoncourt, Bavans et ne gagne qu'Étupes. 
Mais l'évolution la plus significative pour ce qui concerne le Doubs tient au changement de mode de scrutin, les départements élisant trois sénateurs étant dorénavant concernés par le scrutin à la proportionnelle avec listes paritaires, ce qui devrait, mécaniquement, aboutir à un partage des sièges entre majorité et minorité.

## Rappel des résultats de 2008
| Candidat et parti politique | Candidat et parti politique | Candidat et parti politique | Premier tour | Premier tour | Second tour | Second tour |
| Candidat et parti politique | Candidat et parti politique | Candidat et parti politique | Voix         | %            | Voix        | %           |
| --------------------------- | --------------------------- | --------------------------- | ------------ | ------------ | ----------- | ----------- |
|                             | Claude Jeannerot            | PS                          | 706          | 46,36        | 813         | 54,34       |
|                             | Martial Bourquin            | PS                          | 622          | 40,84        | 747         | 49,93       |
|                             | Jean-François Humbert       | UMP                         | 612          | 40,18        | 734         | 49,06       |
|                             | Danièle Nevers              | PS                          | 578          | 37,95        | 725         | 48,46       |
|                             | Annie Genevard              | UMP                         | 549          | 36,05        | 681         | 45,52       |
|                             | Jean-François Longeot       | UMP                         | 517          | 33,95        | 689         | 46,06       |
|                             | Christine Bouquin           | DVD                         | 359          | 23,57        |             |             |
|                             | Christophe Lime             | PCF                         | 60           | 3,94         |             |             |
|                             | François Mandil             | Verts                       | 59           | 3,87         |             |             |
|                             | Bernard Lachambre           | Verts                       | 58           | 3,81         |             |             |
|                             | Sylvie Meyer                | Verts                       | 54           | 3,55         |             |             |
|                             | Françoise Baquet-Chatel     | PCF                         | 51           | 3,35         |             |             |
|                             | Jean-Claude Grandjean       | PCF                         | 50           | 3,28         |             |             |
|                             | Sophie Montel               | FN                          | 7            | 0,46         |             |             |
|                             |                             |                             |              |              |             |             |
| Inscrits                    | Inscrits                    | Inscrits                    | 1 537        | 100,00       | 1 537       | 100,00      |
| Abstentions                 | Abstentions                 | Abstentions                 | 12           | 0,78         | 8           | 0,52        |
| Votants                     | Votants                     | Votants                     | 1 525        | 99,22        | 1 529       | 99,48       |
| Blancs et nuls              | Blancs et nuls              | Blancs et nuls              | 2            | 0,13         | 33          | 2,16        |
| Exprimés                    | Exprimés                    | Exprimés                    | 1 523        | 99,87        | 1 496       | 97,84       |

## Sénateurs sortants
| Sénateur | Sénateur              | Parti | Fonctions lors de l'élection en 2008    |
| -------- | --------------------- | ----- | --------------------------------------- |
|          | Claude Jeannerot      | PS    | Président du conseil général            |
|          | Martial Bourquin      | PS    | Conseiller régional, maire d'Audincourt |
|          | Jean-François Humbert | DVD   | Sénateur sortant, conseiller régional   |

## Collège électoral
En application des règles applicables pour les élections sénatoriales françaises, le collège électoral appelé à élire les sénateurs du Doubs en 2014 se compose de la manière suivante :
| Délégués des communes |                        |                       |                       |          |                     |
| | Conseillers municipaux | Délégués / commune    | Communes concernées   | Délégués | % collège électoral |
| Délégués des communes de moins de 9 000 habitants |                        |                       |                       |          |                     |
| - communes de < 100 habitants | 7                      | 1                     | 99                    | 99       | 6,20%               |
| - communes de < 500 habitants | 11                     | 1                     | 310                   | 310      | 19,40%              |
| - communes de < 1500 habitants | 15                     | 3                     | 116                   | 348      | 21,78%              |
| - communes de < 2 500 habitants | 19                     | 5                     | 27                    | 135      | 8,45%               |
| - communes de < 3 500 habitants | 23                     | 7                     | 8                     | 56       | 3,50%               |
| - communes de < 5 000 habitants | 27                     | 15                    | 9                     | 135      | 8,45%               |
| - communes de < 9 000 habitants | 29                     | 15                    | 6                     | 90       | 5,63%               |
| Délégués des communes de 9 000 à 29 999 habitants |                        |                       |                       |          |                     |
| - communes de < 10 000 habitants | 29                     | 29                    | 0                     | 0        | 0,00%               |
| - communes de < 20 000 habitants | 33                     | 33                    | 3                     | 99       | 6,20%               |
| - communes de < 30 000 habitants | 35                     | 35                    | 1                     | 35       | 2,19%               |
| Délégués des communes de 30 000 habitants et plus |                        |                       |                       |          |                     |
| - Besançon (115 879 hab.) | 55                     | 162                   | 1                     | 162      | 10,14%              |
| Délégués des communes bénéficiant des dispositions particulières pour les communes fusionnées |                        |                       |                       |          |                     |
| Anteuil (3), Burgille (3), École-Valentin (6), Éternoz (5), Glère (3), Levier (6), Mercey-le-Grand (2), Montagney-Servigney (2), Naisey-les-Granges (4), Orgeans-Blanchefontaine (2), Pouligney-Lusans (4), Rougemont (6), Saint-Vit (18), Scey-Maisières (2) |                        |                       | 14                    | 66       | 4,13%               |
| Délégués des communes | Délégués des communes  | Délégués des communes | Délégués des communes | 1 535    | 96,06%              |
| Conseillers généraux | Conseillers généraux   | Conseillers généraux  | Conseillers généraux  | 35       | 2,19%               |
| Conseillers régionaux | Conseillers régionaux  | Conseillers régionaux | Conseillers régionaux | 20       | 1,25%               |
| Députés | Députés                | Députés               | Députés               | 5        | 0,31%               |
| Sénateurs | Sénateurs              | Sénateurs             | Sénateurs             | 3        | 0,19%               |
| Total | Total                  | Total                 | Total                 | 1598     | 100,00%             |

1. ↑  Dans les communes de moins de 9 000 le conseil municipal élit en son sein des délégués dont le nombre dépend de la taille de la commune.
2. ↑  Dans les communes de 9 000 à 29 999 habitants, tous les conseillers municipaux sont délégués. Il n'y a pas de délégués supplémentaires
3. ↑  Dans les communes de plus de 30 000 habitants, tous les conseillers municipaux sont délégués et, en complément, le conseil municipal désigne des délégués supplémentaires à raison de 1 par tranche de 800 habitants au-delà de 30 000 habitants
4. ↑  « Dans le cas où le conseil municipal est constitué par application des articles L. 2113-6 et L. 2113-7 du code général des collectivités territoriales relatif aux fusions de communes dans leur rédaction antérieure à la loi no 2010-1563 du 16 décembre 2010 de réforme des collectivités territoriales, le nombre de délégués est égal à celui auquel les anciennes communes auraient eu droit avant la fusion. » (Code électoral, article L284)

## Présentation des candidats
Les nouveaux représentants sont élus pour une législature de 6 ans au suffrage universel indirect par les grands électeurs du département. Dans le Doubs, les trois sénateurs sont élus au scrutin proportionnel plurinominal. Chaque liste de candidats est obligatoirement paritaire et alterne entre les hommes et les femmes. 6 listes ont été déposées dans le département, comportant chacune 5 noms. Elles sont présentées ici dans l'ordre de leur dépôt à la préfecture et comportent l'intitulé figurant aux dossiers de candidature.

### Divers droite
| N° | Candidats | Candidats             | Parti | Principales fonctions                                         |
| -- | --------- | --------------------- | ----- | ------------------------------------------------------------- |
| 01 |           | Jean-François Longeot | UDI   | Conseiller général, maire d'Ornans                            |
| 02 |           | Annick Jacquemet      | UMP   | Conseillère générale, première adjointe au maire de Saint-Vit |
| 03 |           | Pierre Simon          | UDI   |                                                               |
| 04 |           | Nathalie Atar         | UMP   | Conseillère municipale de Bavans                              |
| 05 |           | Pascal Barthod        | UDI   |                                                               |

### Front national
| N° | Candidats | Candidats            | Parti | Principales fonctions |
| -- | --------- | -------------------- | ----- | --------------------- |
| 01 |           | Jacques Ricciardetti | FN    | Maire de Tressandans  |
| 02 |           | Patricia Mougin      | FN    |                       |
| 03 |           | Robert Sennerich     | FN    |                       |
| 04 |           | Catherine Piotrowski | FN    |                       |
| 05 |           | Roland Boillot       | FN    |                       |

### Union de la droite et du centre
| N° | Candidats | Candidats          | Parti | Principales fonctions                                 |
| -- | --------- | ------------------ | ----- | ----------------------------------------------------- |
| 01 |           | Jacques Grosperrin | UMP   | Conseiller régional, conseiller municipal de Besançon |
| 02 |           | Christine Bouquin  | DVD   | Conseillère générale, maire de Charquemont            |
| 03 |           | Didier Klein       | UDI   | Maire de Taillecourt                                  |
| 04 |           | Florence Rogeboz   | DVD   | Adjointe au maire de Doubs                            |
| 05 |           | Christian Retornaz | DVD   | Maire de Villers-Saint-Martin                         |

### Divers gauche
| N° | Candidats | Candidats               | Parti | Principales fonctions |
| -- | --------- | ----------------------- | ----- | --------------------- |
| 01 |           | Christophe Lime         | DVG   |                       |
| 02 |           | Françoise Baquet-Chatel | DVG   |                       |
| 03 |           | Claude Faivre           | DVG   |                       |
| 04 |           | Isabelle Gasser-Bize    | DVG   |                       |
| 05 |           | Pascal Duchezeau        | DVG   |                       |

### Parti socialiste
| N° | Candidats | Candidats              | Parti | Principales fonctions                |
| -- | --------- | ---------------------- | ----- | ------------------------------------ |
| 01 |           | Martial Bourquin       | PS    | Sénateur sortant, maire d'Audincourt |
| 02 |           | Marie-Noëlle Schoeller | PS    | Adjointe au maire de Besançon        |
| 03 |           | Arnaud Marthey         | PS    | Maire de Baume-les-Dames             |
| 04 |           | Karine Grosjean        | PS    | Conseillère municipale de Pontarlier |
| 05 |           | Hervé Groult           | PS    | Adjoint au maire de Chalezeule       |

### Europe Écologie Les Verts
| N° | Candidats | Candidats         | Parti | Principales fonctions                                |
| -- | --------- | ----------------- | ----- | ---------------------------------------------------- |
| 01 |           | Éric Durand       | EELV  |                                                      |
| 02 |           | Nathalie Poisot   | EELV  |                                                      |
| 03 |           | Bernard Lachambre | EELV  |                                                      |
| 04 |           | Anne Vignot       | EELV  | Conseillère régionale, adjointe au maire de Besançon |
| 05 |           | François Mandil   | EELV  |                                                      |

## Résultats
| Tête de liste | Tête de liste         | Liste       | Voix  | %      | Sièges |  |
| ------------- | --------------------- | ----------- | ----- | ------ | ------ |  |
|               | Martial Bourquin      | PS          | 497   | 31,88  | 1      |  |
|               | Jacques Grosperrin    | UMP-UDI     | 455   | 29,19  | 1      |  |
|               | Jean-François Longeot | UDI-UMP     | 423   | 27,13  | 1      |  |
|               | Jacques Ricciardetti  | FN          | 69    | 4,43   |        |  |
|               | Christophe Lime       | DVG         | 65    | 4,17   |        |  |
|               | Éric Durand           | EELV        | 50    | 3,21   |        |  |
|               |                       |             |       |        |        |  |
| Inscrits      | Inscrits              | Inscrits    | 1 598 | 100,00 |        |  |
| Abstentions   | Abstentions           | Abstentions | 12    | 0,75   |        |  |
| Votants       | Votants               | Votants     | 1 586 | 99,25  |        |  |
| Blancs        | Blancs                | Blancs      | 14    | 0,88   |        |  |
| Nuls          | Nuls                  | Nuls        | 13    | 0,82   |        |  |
| Exprimés      | Exprimés              | Exprimés    | 1 559 | 98,30  |        |  |